# Zosim
Zosim, papa od 18. ožujka 417. do 26. prosinca 418.

## Životopis
Zosim je izabran za papu samo nekoliko dana poslije smrti prethodnika pape Inocenta I., 18. ožujka 417. godine. Njegovi kritičari su ga opisali kao veoma autoritativnu osobu. 
Za pontifikata uspostavlja kontakt s biskupom Hezihijem iz Salone u kojem mu je priopćio namjeru osnutka biskupija i u drugim dijelovima Dalmacije. Pontifikat mu je bio obilježen sporom oko nadležnosti nad galskim biskupijama, kao i sporom vezanim uz nauk Pelagija, odnosno pelagijanstvo, koje je tek pod utjecajem zapadnorimskog cara Honorija proglasio heretičkim.
Kratak pontifikat nije mu dopustio rješenje mnogih osjetljivih pitanja Crkve. Papa Zosim je umro 26. prosinca 418. godine. Pokopan je u crkvi sv. Lovre u blizini Tivolija. Proglašen je svetim, a spomendan mu se slavi 27. prosinca.